# Nemcsák Károly
Nemcsák Károly (Mocsolyástelep, 1957. április 25. –) Jászai Mari-díjas magyar színész, érdemes és kiváló művész, a József Attila Színház igazgatója.

## Élete
Nemcsák Gyula és Balázs Eszter gyermekeként született, Borsod-Abaúj-Zemplén vármegye egyik kis településén. 1975–76-ban raktárosként dolgozott a mocsolyástelepi erdőgazdaságnál, majd egy esztendeig (1976–1977) a Miskolci Nemzeti Színház díszletező munkása volt. 1981-ben végzett a Színház- és Filmművészeti Főiskolán. 1981–82-ben a Szegedi Nemzeti Színház tagja volt, majd 1982–1986 között a zalaegerszegi Hevesi Sándor Színházban játszott. Ezután három évet töltött a Radnóti Színpadnál, 1989–1991 között pedig a Nemzeti Színház művésze volt. 1991–1996 között szerepelt a Budapesti Kamaraszínházban. 1999–2002 között a Soproni Petőfi Színház tagja volt. 2001 óta a Turay Ida Színház tagja, 2011 óta pedig a József Attila Színház igazgatója. 2021-ben újabb ötéves megbízatást kapott az intézmény irányítására.
Igazán ismertté az 1987–1999 között futó Szomszédok c. teleregény tette, amelyben Vágási Ferit alakította.

## Magánélete
1995-ben házasságot kötött Darvasi Ilonával, aki a Turay Ida Színház igazgatója. Két gyermekük született: Balázs (1995) és Máté (1997). 2017-ben elváltak. Második feleségével, Katalinnal 2022-ben kötött házasságot.

## Színházi szerepei
- Örkény-Valló: In memoriam Ö.I....

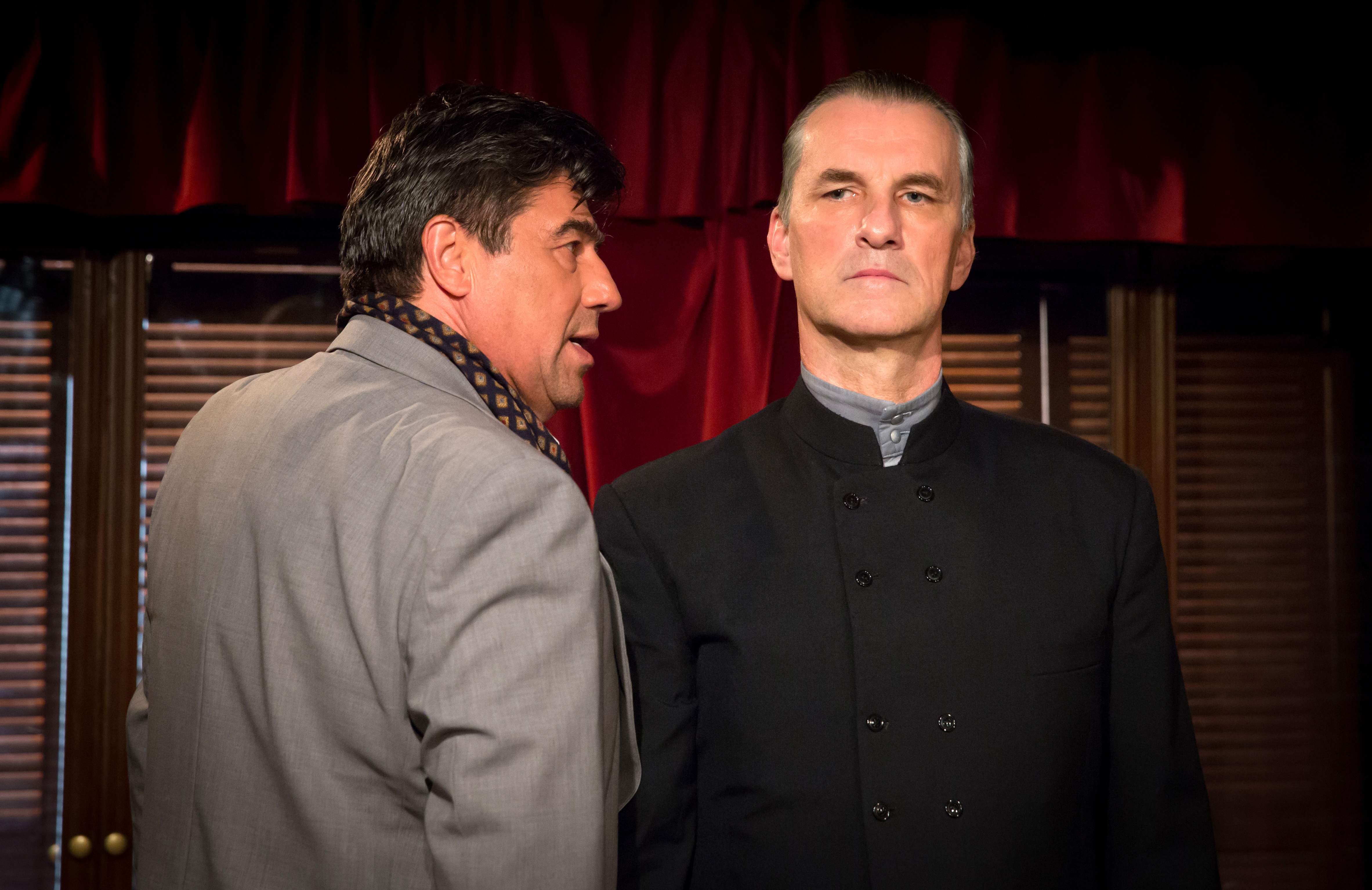
Konrád szerepében, az A gyertyák csonkig égnek előadásban. Partnere Lux Ádám (Kállai-Tóth Anett felvétele)

- Carlo Goldoni: Két úr szolgája....Truffaldino
- Szophoklész: Aiasz....Szalamiszi hajósok kara
- Plautus: A hetvenkedő katona....Sceledrus
- Shelley: A Cenci-ház....Orsino
- Füst Milán: A sanda bohóc....
- William Shakespeare: Cymbeline....Posthumus Leonatus
- Bibbiena: Calandria....Fessenio
- Páskándi Géza: Galváni békája...
- Urbán Ernő: Uborkafa....Szente Géza
- Foster: Tom Paine avagy a józan ész diadala....
- Carlo Gozzi: Turandot, a kínai hercegnő....Truffaldino
- Fielding: Lakat alá a lányokkal....Bunkó Bill
- Vörösmarty Mihály: Csongor és Tünde....Csongor; Kurrah
- John Whiting: Az ördögök....Mannoury
- Storelli: A szent strici....Teomedio
- Madách Imre: Az ember tragédiája....A Föld szelleme; Cherub; Erósz; Gladiátor; Csontváz; Márki; Elítélt
- Carlo Goldoni: A szerelmesek....Fulgenzio
- Balázs Béla: A fából faragott királyfi....A királyfi
- Alekszandr Nyikolajevics  Osztrovszkij: Vihar....Borisz Grigorjevics
- Mándy Iván: Mélyvíz....Fiatal katona
- Babel: Húsvét....Mitya Ljutov
- Niccolò Machiavelli: Mandragóra....Callimaco
- Dolce: A kölyök....Valerio
- Webster: A fehér ördög....Flamineo
- Gelman: Prémium....Potapov
- Lengyel Menyhért: A csodálatos mandarin....Másik csavargó
- Bertolt Brecht: Baal....Baal
- William Shakespeare: Vízkereszt, vagy amit akartok....Sebastian
- Katona József: Jeruzsálem pusztulása....Gessius Florus
- Kisfaludy Károly: A pártütők....Elek
- Kisfaludy Károly: A kérők....Károly
- Brecht: Kurázsi mama és gyermekei....Az egyik katona
- Szigeti József: A vén bakancsos és fia a huszár....Laci
- Pierre-Augustin Caron de Beaumarchais: Figaro házassága....Figaro
- Brešan: Paraszt Hamlet....Joco Skokity
- Jókai Mór: A kőszívű ember fiai....Richárd
- Ruszt József: Liszt....
- Schnitzler: A zöld kakadu....Henri
- Tömöry Péter: Síp a tökre....Jánkó András
- Pedro Calderón de la Barca: Az élet álom....Segismundo
- Werich-Voskovec: Hóhér és bolond....Rodrigo
- Gozsdu Elek: Lepkék a kalapon....Tax Iván
- Miklós Tibor: Csillag Nápoly felett....Domenico
- Móricz Zsigmond: Sári bíró....Jóska
- Baltušnikas: Ábrándok....Fiatalember
- Kárpáti Péter: Szingapúr, végállomás....Jani
- Neil Simon: Furcsa pár....Jesus Costazuela
- Plautus: A hetvenkedő katona....Sceledrus; Hetveni
- Gosztonyi János: Andrássy út 60....Rubányi Ervin
- Tóth Ede: A falu rossza....Göndör Sándor
- William Shakespeare: Julius Caesar....
- Kompolthy Zsigmond: Kísértet-csárdás....Kukkoneki András
- Pagnol: Kék angyal....Vermöchlen
- Tragédia magyar nyelven Szophoklész Antigoné-jából.....Haimón
- Brecht: A kaukázusi krétakör....Simon
- William Shakespeare: A vihar....Sebastian
- Bókay János: Négy asszonyt szeretek....Gábor
- Taylor: Ali baba és vagy negyven gengszter....Charol Al Caroone
- Molnár Ferenc: Liliom....Liliom
- Indig Ottó: A torockói menyasszony....Bárány András
- Vajda Katalin: Anconai szerelmesek....Tomao Nicomaco, anconai polgár[4]
- Knoblauch: A faun....Silviani herceg
- Csemer Géza: Cigánykerék....Kanta
- William Shakespeare: Troilus és Cressida....Troilus
- Móricz Zsigmond: Nem élhetek muzsikaszó nélkül....Balázs
- Christopher Marlowe: II. Edward angol király....
- Willard: A macska és a kanári....Paul Jones
- Willy Russell: Vértestvérek....Sammy
- Federico García Lorca: Yerma....Viktor
- William Shakespeare: Lear király....Oszvald
- Arthur Miller: Alku....Victor Franz
- Schisgal: Szerető musical....Milt Manville
- Fábri Péter: Az élő álarc....Freddy
- Karinthy Frigyes: Tanár úr kérem....Bauer
- Hunyady Sándor: Feketeszárú cseresznye....Veliszavljevics Dusán
- Szerb Antal: Ex - királyi szélhámosság....I. Sancho
- William Shakespeare: Szentivánéji álom....Philostratus; Pukk
- Friedrich Schiller: Haramiák....Ferenc
- William Somerset Maugham: Imádok férjhez menni....Frederick Lawndes; William Cardew
- Egressy Zoltán: Sóska, sültkrumpli....Lacikám; Szappan
- William Shakespeare: III. Richárd....Buckingham
- Spiró György: Az imposztor....Gubernátor
- Szirmai Albert–Bakonyi Károly–Gábor Andor: Mágnás Miska....Miska
- Molnár Ferenc: Játék a kastélyban....Almády
- Gvadányi József: A peleskei nótárius....Sugár Laci
- Molnár Ferenc: Az ördög....Az ördög
- Vadnay László: A csúnya lány....Dr. Kornidesz Tamás
- Ion Luca Caragiale: Zűrzavaros éjszaka....Hciriac segéd
- Békés Pál–Rozgonyi Ádám: Szegény Lázár....Lopez úr
- Békeffi István-Stella Adorján: Janika....János
- Mamet: Sale (Floridai öröklakás eladó)....John Williamson
- Molière: Don Juan vagy a kőszobor lakomája....Don Juan
- Molnár Ferenc: Olympia....Kovács
- Ken Ludwig: Mi van a szoknya alatt? avagy a káprázatos kisasszonyok....Leo Clark
- Szilágyi László–Eisemann Mihály: Zsákbamacska....Gáthy Ervin
- William Shakespeare: Shakespeare koszorú - színház, színház, színház....
- Ken Kesey: Kakukkfészek....Randl P. McMurphy
- Thorp: Drágán add az életed....Joe Takagi; D.T. Robinson
- Neil Simon: Furcsa pár....Oscar Madison
- Herczeg Ferenc: Kék róka....Sándor
- Rideg Sándor: Indul a bakterház....Patás
- Tamási Áron: Vitéz lélek....Büllents
- Sławomir Mrożek: Szerződés....Moris
- William Shakespeare: Hamlet....Claudius
- Görgey Gábor: Komámasszony, hol a stukker?....Cuki úr
- Manfredi-Marino: Könnyű erkölcsök....Gargiulo hangja
- Nash: Az esőcsináló....Starbuck
- Katona József: Bánk bán....Bánk bán
- Molnár Ferenc: A doktor úr....Csató
- Egressy Zoltán: Portugál....Kocsmáros
- Szabó Magda: Régimódi történet....Jablonczay Kálmán
- Bertolt Brecht–Kurt Weill: Koldusopera....Leprás Mátyás

## Filmjei

### Játékfilmek
- Tegnapelőtt (1981)
- Eszmélés (1984)
- Szerencsés Dániel (1985)
- Falfúró (1985)
- Egy teljes nap (1988)
- Goldberg-variációk (1992)
- Utrius (1993)
- A titkos háború (2001)
- Sorstalanság (2005)
- Magyar Passió (2021)

### Tévéfilmek
- A Mi Ügyünk, avagy az utolsó hazai maffia hiteles története (1980)
- Ítéletidő (1987)
- Szomszédok (1987–1999)
- Napóleon (1989)
- Komédiások – Színház az egész... (2000)
- Barátok közt (2001)
- Nemzedékek egymás közt (2002)
- Tanár úr, kérem! (2008)
- Presszó (2008)
- Kossuthkifli (2015)

## Díjai, elismerései
- Jászai Mari-díj (1992)
- Érdemes művész (2012)
- Kiváló művész (2021)